# Ekonomika Ománu
Ekonomika Ománu se řadí do kategorie vysoce příjmových (anglicky high-income).
Je silně závislá na zásobách ropy a zemního plynu. V posledních letech však byly ceny ropy vysoké a dopomohly tak k vytvoření rozpočtového přebytku a zahraničních rezerv. Protože množství ropy na ománském území klesá, stát aktivně usiluje o rozvoj zaměřený na industrializaci, modifikaci a privatizaci, aby snížil přínos ropného sektoru k hrubému domácímu produktu na 9 % do roku 2020. Některé rozvojové projekty ale mohou být v ohrožení, jestliže Omán přecení svou schopnost vyprodukovat a zajistit vývoz zemního plynu, z něhož vyplývají zisky k jejich provedení.
Omán hledá soukromé zahraniční investory, zejména v oblastech cestovního ruchu, informačních technologií, průmyslu a vzdělávání. Plánuje se zaměřit průmyslový sektor na kovovýrobu, těžbu zdrojů zemního plynu, petrochemii a mezinárodní přepravu nákladů v přístavech.
Pokles ceny ropy, který nesouvisí jen s následky světové finanční krize může vyvolat fiskální pozici po rozpočtovém schodku v roce 2009, pokud ceny suroviny zůstanou nízké. Úvěrová krize zase zpomaluje tempo přílivu zahraničních investic a vývoj projektů.
Index snadnosti podnikání za rok 2018 ohodnotila Světová banka 71. místem.

## Zemědělství
Zemědělství, chov hospodářských zvířat a rybolov patří mezi nejstarší a nejdůležitější odvětví ománské ekonomiky. Hrají významnou roli v obživě ománské populace a poskytují práci pro velkou část obyvatel. Rovněž tato odvětví navyšují celkový hrubý domácí produkt. V oblasti al-Batína rostou datlové palmy a mangovníky, naopak v Dafáru se nachází vysoká koncentrace kokosových palem. Dalším pěstovaným artiklem je zelenina. Zemědělské projekty byly zřízeny kvůli podpoře užívání kvalitních hnojiv, osiv a moderních zavlažovacích systémů, které byly zavedeny na farmách a 71 přehradách, vybudovaných pro ochranu před záplavami. Na hrubém domácím produktu se podílí jen 1,4 %.

### Rybolov

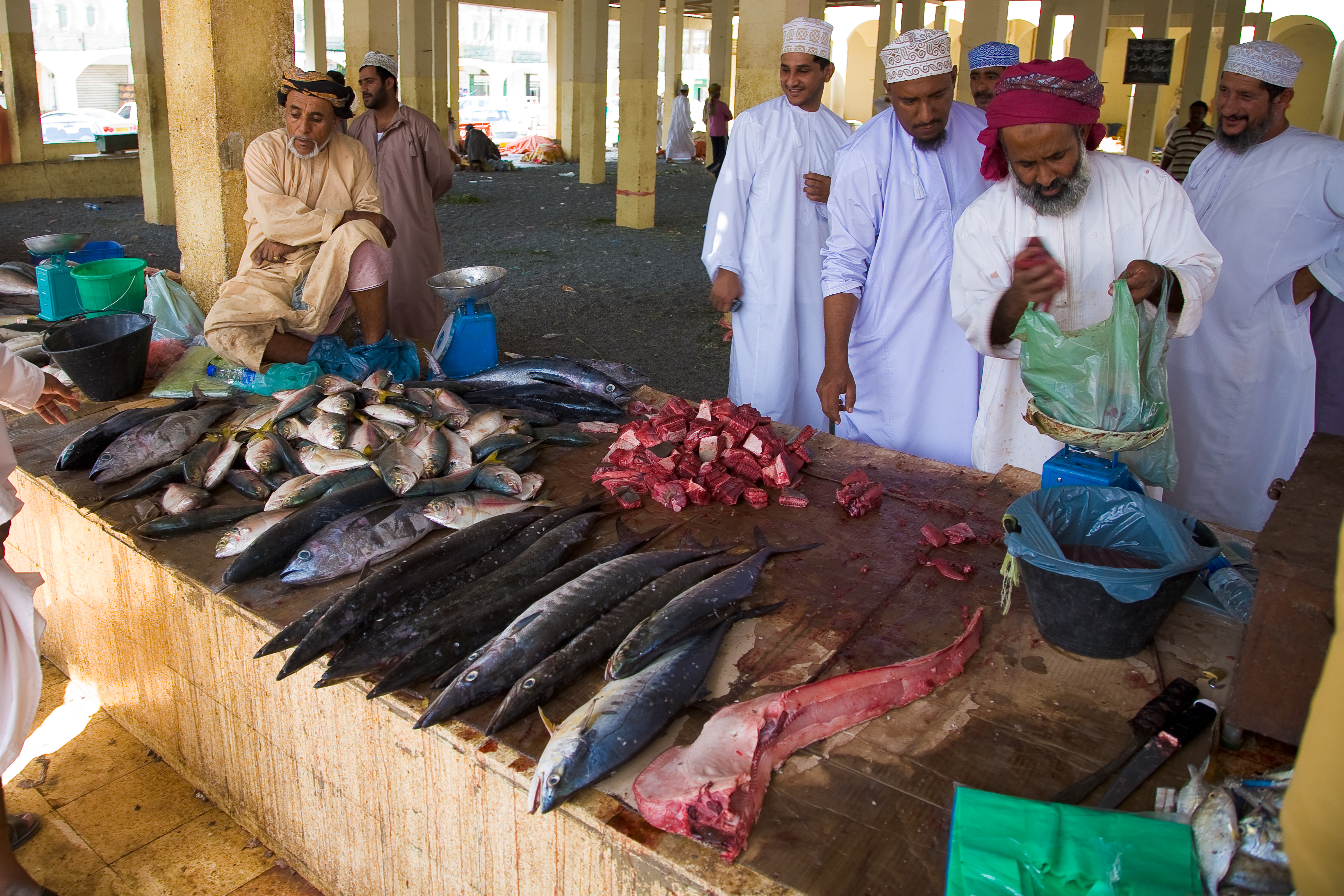
Ománci prodávající na trhu mořské plody

Rybolovem se Ománci zabývali už v daleké minulosti. Díky pobřeží o délce přes 1 700 kilometrů patří Omán mezi přední producenty ryb v regionu a rybolov spadá mezi jeho potenciální a rychle se rozvíjející odvětví. Protože došlo k nárůstu kvality úlovků, stát zřídil dohlížející středisko. Vývoz ryb je lépe regulován, zejména s ohledem na určité druhy vzácných a cenných ryb. Ve městech al-Chaburá a Salála byly vystavěny školící centra se zaměřením na rybolov. Údaje a statistiky se aktualizovaly a při pobřeží byly postaveny nové, moderně vybavené rybářské přístavy.

### Chov dobytka
Po dokončení sčítání kusů velbloudů v oblasti Dafár, vláda představila strategii na snížení počtu těchto zvířat, aby obnovila rovnováhu mezi velbloudy a přírodními pastvinami. Dále vláda plánuje zvýšit dostupné množství vody tím, že sníží velikost ploch využívaných k výrobě zvířecích krmení. Prvním krokem je přesunutí těchto výroben do al-Nadždu, kde bude za 19,2 milionu rialů vybudováno nové, dobře zásobované město.

## Průmysl

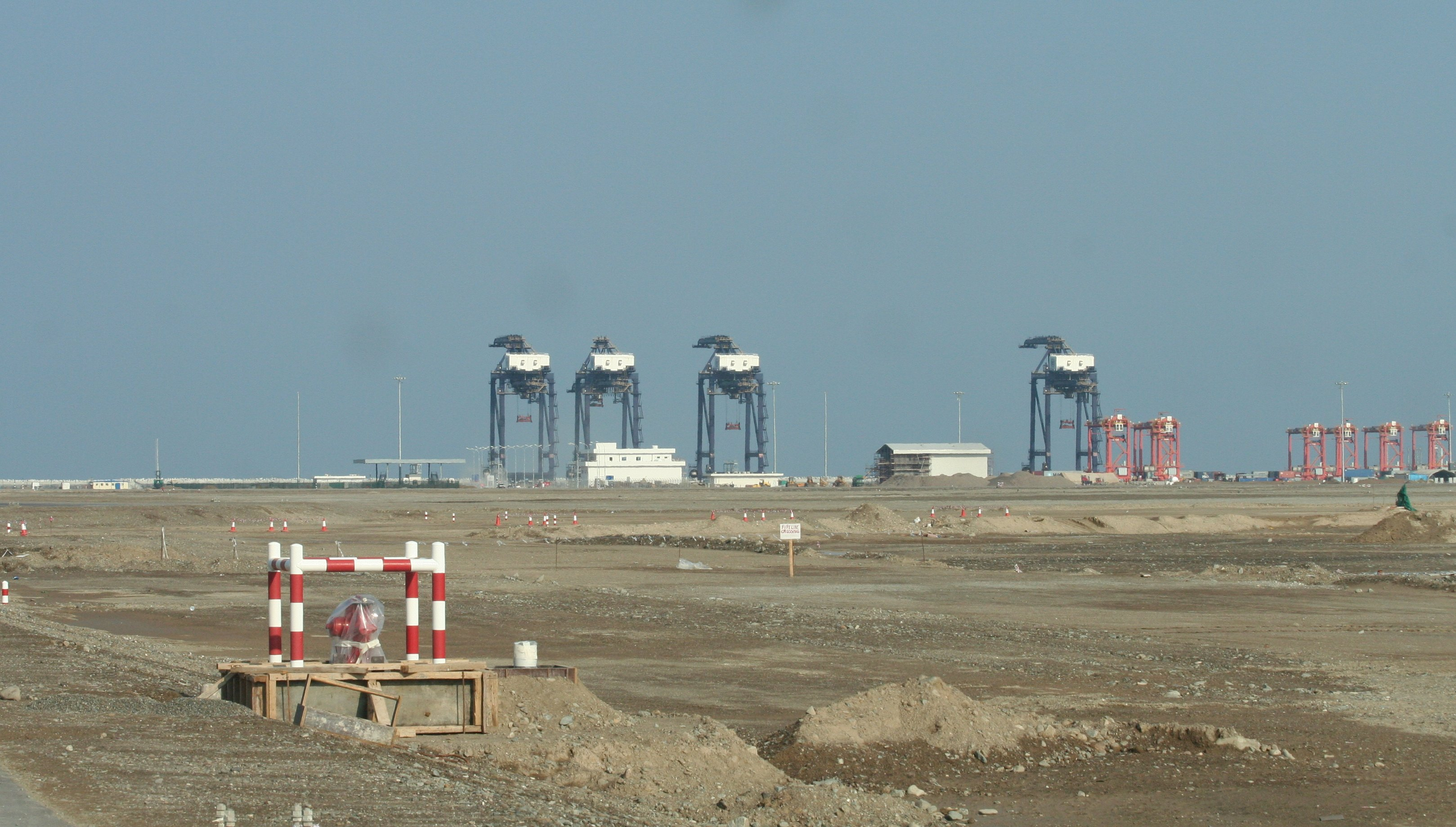
Přístav Suhár

Průmyslový sektor je základním kamenem sultánovy dlouhodobé rozvojové strategie (1996–2020). Tento sektor je nejen pojen s diverzifikací státních příjmů a snížení závislosti na ropě, ale je schopen pomoci potřebám ománského sociálního rozvoj a vytvářet přidanou hodnotu národním zdrojům jejich přeměnou na hotové výrobky. Hrubý domácí produkt tvoří z 48,6 % (2009).
Sedmý pětiletý rozvojový plán vytváří podmínky pro atraktivní investiční klima. V rámci strategie pro sektor průmysl se vláda snaží o rozvoj informačních technologií a telekomunikací. Ománské společnosti rozvíjí technologický potenciál skrze spolupráci s institucemi z Japonska a Německa. Guvernorát Maskat je první průmyslovou zónou v sultanátu. V průmyslové zóně při městě Suhár se nachází těžký průmysl. Další průmyslové oblasti jsou v al-Burajmi, Nazvá, Salále a Súru. Zemní plyn je dopravován k průmyslu v Suháru a Salále, aby podpořil jeho rozvoj, jelikož je na zemním plynu závislý. Zdejší průmyslníci jsou osvobozeni od daní – opět kvůli rozvoji. Do roku 2020 má průmyslový sektor přispět k hrubému domácímu produktu navíc 15 %. Každý rok se uděluje cena – Sultánův pohár – pro nejlepší ománské firmy.

## Nerostné suroviny
Mezi nerostné suroviny vyskytující se v Ománu patří dolomit, chromit, kobalt, křemík, měď, sádrovec, vápenec, zinek, zlato, železo a další. Surovinová naleziště brzy obklopily průmyslové podniky, což bylo součástí rozvoje strategie státu a vedlo k přispění k hrubému domácímu produktu a vytvoření nových pracovních míst pro Ománce. Samotná měď se v Ománu těží po tisíce let.
Rovněž byly dokončeny některé projekty včetně studie proveditelnosti využití zásob křemenné rudy v oblasti Vádí Buwa a Abutan (region al-Wusta) odhadované na 28 milionů tun a jiných.

### Ropa
Společnost Petroleum Development Oman (zkráceně PDO), která produkuje téměř 90 % ropy na ománském území, a další ropné společnosti pokračují ve snaze navýšit svou produkci a kompenzovat tak její relativní pokles, jenž zemi sužuje od roku 2002. Denní produkce ropy v roce 2005 dosahovala celkem 774 800 barelů, vyváženo bylo přibližně 718 100 barelů. Většina této ropy putovala do Čínské lidové republiky (32,2 %), zbytek do Japonska (16,4 %), Jižní Koreje (15 %), Thajska (16,8 %) a dalších zemí. Ománská společnost Oman Oil Refinery Company přijala zbylou nevyváženou ropu k rafinaci a následné vnitrostátní spotřebě.
Ropné zásoby v Ománském sultanátu čítají na 4,803 milionu barelů, Petroleum Development Oman kontroluje okolo 92 % těchto zásob. V roce 2005 byly podepsány smlouvy se čtyřmi zahraničními společtnostmi (z Indie, Irska, Švédska a Dánska), které dostaly za úkol provést průzkumné programy v tříletém horizontu.

### Zemní plyn
Během let 2001 až 2005 vzrostl přínos zemněplynného sektoru ročně o více než 20 %, což předčilo všechna očekávání. Podstatně vzrostla produkce zkapalněného zemního plynu. Vývozu plynu do Asie, Evropy a Spojených států napomohlo pořízení dvou nových tankerů v červnu 2006. Velká část nevyváženého zemního plynu je posílána do průmyslových oblastí (Suhár a podobně).

## Investice
Celkový součet tržních kapitalizací všech evidovaných společností byl Světovou bankou oceněn na 14,914 milionu dolarů (2008).

## Obchod
Ománci obchodovali již v období starověku, kdy jejich lodě a karavany dopravovaly ománské zboží (kadidlo, datle…) přes moře a staré hedvábné a kadidlové stezky a stýkali se tak s jinými kulturami. Dnes je Omán členem několika ekonomických subjektů včetně Rady pro spolupráci arabských států v Zálivu (anglicky Cooperation Council for the Arab States of the Gulf, CCASG), Světové obchodní organizace (anglicky World Trade Organization, WTO), zóny volného obchodu mezi členskými zeměmi Arabské ligy (anglicky Greater Arab Free Trade Area, GAFTA) nebo sdružení pobřežních států Indického oceánu pro regionální spolupráci (anglicky Indian Ocean Rim Association for Regional Cooperation, IORARC).
Omán zdokonalil zákony v oblasti investičních aktivit, komerce, obchodního tajemství, ochranných známek a ochrana proti nekalé soutěži, dále byly zdokonaleny zákony o ochraně spotřebitele a duševního vlastnictví. Vedle těchto opatření stát provedl modernizaci přístavů a ustanovil zóny volného obchodu v al-Mazjuná a Salále.
Ománské zboží je vyváženo na trhy více než stovky zemí po celém světě. Hlavními obchodními partnery Ománu jsou Čínská lidová republika, Indie, Írán, Jižní Korea, Katar, Libye, Německo, Saúdská Arábie, Somálsko, Spojené arabské emiráty a Spojené státy americké. Vláda dává přednost ománským produktům, které podporuje prostřednictvím výstav a seminářů.